# Megophrys shuichengensis
Megophrys shuichengensis es una especie de anfibios de la familia Megophryidae.

## Distribución geográfica
Es endémica de la provincia de Guizhou (China).